# Devil's Path
Devil's Path es un EP de la banda noruega de black metal sinfónico Dimmu Borgir. Fue lnazado originalmente en 1996 a través de Hot Records y en 1999 fue relanzado como un EP/Split junto con el álbum de Old Man's Child Split EP In the Shades of Life, cambiando de título a Sons of Satan Gather for Attack.

## Lista de canciones
Todas las letras escritas por Shagrath, toda la música compuesta por Silenoz & Shagrath. "Nocturnal Fear" es un cover de Celtic Frost. 
| N.º | Título                                  | Duración |  |
| 1.  | «Master of Disharmony»                  | 6:06     |  |
| 2.  | «Devil's Path»                          | 5:32     |  |
| 3.  | «Nocturnal Fear»                        | 3:22     |  |
| 4.  | «Nocturnal Fear (Celtically Processed)» | 3:30     |  |

## Créditos
- Shagrath - voz, guitarra, sintetizadores
- Erkekjetter Silenoz - guitarra
- Tjodalv - batería
- Nagash - bajo, segunda voz

- Datos: Q1754134